# ダイハツ・ストーリア
ストーリア (Storia) は、かつてダイハツ工業が生産・販売していた小型ハッチバック乗用車。

## 概要
車体サイズや排気量など、シャレードの事実上の後継にあたる。1998年9月からはトヨタ自動車へOEM供給され、姉妹車の「デュエット」として販売。本家であるストーリアよりも、販売力の差からデュエットの方が販売台数が多かった。
グレード展開は、ビジネス用の「セレクト」をはじめ、「1000CL」「1000CX」（以上1,000cc 60-64ps）、「1300CX」（1,300cc 90ps）「1300CZ」「ツーリング」（1,300cc 110ps）「X4」（713cc、120ps）が存在した。トヨタ向けに販売されたため当時のダイハツ車としては珍しく、オーディオとは別にメーター内デジタルクロックが一部標準装備された。
特別仕様車としてファニールックな「ミラノ」、落ち着いた雰囲気の「クラシック」を設定した。さらに超限定車として、ツーリング・リミテッド2WD・4AT車をベースに、株式会社アルファオーディオと「プライベートオーディオルーム」をコンセプトに共同開発した「Super Sound Edition」をインターネット専売で5台だけ販売、専用車体色「ブラックマイカ」に、サイドエアバッグ、DVS（スタビリティコントロールシステム）等を標準装備した結果、車両本体価格は200万円とシリーズ中の最高価格モデルとなった。
車名はイタリア語で「歴史」を意味し「スモールカーの新しい歴史が始まる」という期待を込めて命名された。日本国外では「シリオン」の名で、欧州・豪州を中心に世界各国で販売された。

### 車両型式
- M100S - 1,000cc FF車
- M110S - 1,000cc 4WD車
- M101S - 1,300cc FF車
- M111S - 1,300cc 4WD車
- M112S -  X4（713cc）

1997年10月
第32回東京モーターショーにてNCXとして参考出品。
1998年2月2日
販売開始。エンジンはEJ-DE型1,000cc（60ps）のみを搭載した。
1998年4月
「X4」が追加。
2000年5月
最初のマイナーチェンジ（1次改良）。1,300cc（K3-VE2型）が追加され、1,000ccエンジンはDVVT化されたEJ-VE型に換装。更に全車フロントサスペンションのコイルスプリングの形状が大幅に見直された（カーブドオフセットコイルスプリングの採用。X4を含む）。このほかテールランプなど一部外観も変更。
2001年12月
2度目のマイナーチェンジ（2次改良）。フェイスリフトが行われ、エクステリアの意匠が大幅に変更された。またレギュラーガソリン仕様のK3-VE型エンジン搭載車も発売。オドメーターとトリップメーターを液晶化した。
2004年5月
生産終了。以後、流通在庫のみの販売となる。
2004年6月
トヨタと共同開発のブーン（トヨタではパッソ）の発売に伴い販売を終了。

## ストーリアX4

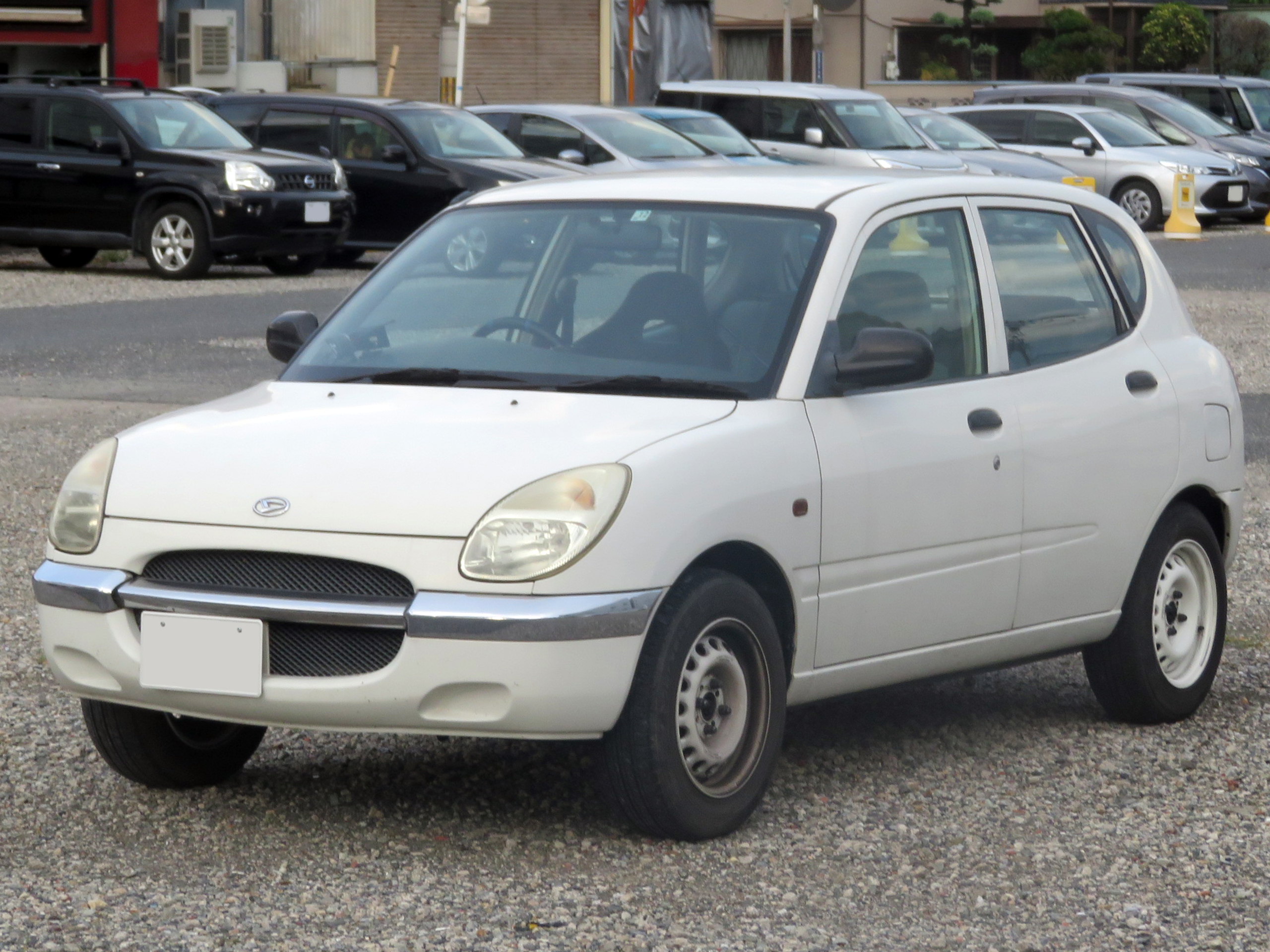
X4（前期型）

競技用ベース車の「X4」（クロスフォー）は、1,000cc以下クラスのラリー参戦を目的として開発された。ボディカラーはホワイトのみで、エアコンやパワーウインドウなどの快適装備は持たないが、エアコンは後にディーラーオプションとして設定された。また、2001年12月に行われたマイナーチェンジに伴い、前席のみパワーウインドウが装備された。
ストーリアX4は、通常のストーリアのカタログには掲載されておらず、代わりに専用のA4サイズのリーフレットが用意されていた。ストーリアX4の累計登録台数は約800台であった。
エンジンは標準車とは異なり、軽自動車であるミラアバンツァートやミラX4に搭載されていたJB-JL型 660cc 直列4気筒DOHCターボエンジンを713ccまでストロークアップしたJC-DET型エンジンが搭載され、駆動方式は4WDのみである。燃料は無鉛プレミアムガソリン専用でレギュラーガソリンは使用禁止である。
713ccという排気量は、登場当時の最小排気量クラスである全日本ラリー選手権Aクラス（排気量1,000cc以下）へエントリーする際、過給機装備車は排気量に過給係数1.4を掛けて1,000ccに収まることが条件だったために設定されたもの（713cc×1.4=998.2cc）である。そのポテンシャルの高さとライバルの不在もあって、2002年に過給係数が1.7に変更され、Aクラスの排気量区分が1,400cc以下に変更された後も主力車種として第一線で活躍した。
小排気量ながら、工場出荷値のブースト圧1.2kg/cm2±0.2程度で120psという驚異的な出力を発揮。タービンのアクチュエーターに備えられた調整ナット（メーカーにより黄色いマーキングで封印されている）を回すことで、平成10年排ガス規制車（GF-M112S）で2.55kg/cm2、平成12年排ガス規制車（GH-M112S）で1.6kg/cm2までのブーストアップが可能である。ただし、エンジン・補機類などの耐久性やECUの補正能力を考慮したものではない。
当時のムーヴやコペンなど、JB型エンジンを搭載する車種にこの車のエンジンパーツは流用出来ないように設計されている。
2006年3月、競技向けベース車の後継としてブーンX4が発売された。YRVの1,300ccターボエンジン「K3-VET」をベースとした936cc「KJ-VET」ターボエンジンを搭載している。
後継車種のブーンX4が全日本ラリー選手権JN-2クラスに登場した後も、JN-1クラスのグラベル専用車両としてDRSが使用し、ダイハツ工業のモータースポーツ撤退以降もプライベーターにより2014年までJN-1クラスの主力マシンとして活躍した。10年規制により2015年以降は全日本戦での出場は不可となった（ただし選手権のかからないオープンクラスでは出場可能）が、地方戦では主力マシンとして活躍する。
ダートトライアル競技でも全日本選手権で活躍し、ブーンX4の登場後は全国各地の地区選手権以下のイベントでの主力車種となったものの、2010年の全日本選手権では再び優勝マシンの座に返り咲いて一線級の戦闘力を持つことを証明した。
なお、ストーリアX4は国際自動車連盟 (FIA) の公認車両ではないため世界ラリー選手権 (WRC) には出走不可で、ラリージャパンなどに出走しているのはFIA公認車両の1,300ccFFモデルである。